# 115 (numero)
Centoquindici (115) è il numero naturale dopo il 114 e prima del 116.

## Proprietà matematiche
- È un numero dispari.
- È un numero composto con i seguenti 4 divisori: 1, 5, 23, 115. Poiché la somma dei suoi divisori (escluso il numero stesso) è 29 < 115, è un numero difettivo.
- È un numero semiprimo.
- È un numero omirpimes.
- È un numero tridecagonale.
- È un numero nontotiente.
- In base 10, è divisibile per il prodotto delle sue cifre.
- È parte delle terne pitagoriche (69, 92, 115), (115, 252, 277), (115, 276, 299), (115, 1320, 1325), (115, 6612, 6613).
- È un numero fortunato.
- È un numero intero privo di quadrati.
- È un numero odioso.

## Astronomia
- 115P/Maury è una cometa periodica del sistema solare.
- 115 Thyra è un asteroide della fascia principale del sistema solare.
- NGC 115 è una galassia spirale dello costellazione dello Scultore.

## Astronautica
- Cosmos 115 è un satellite artificiale russo.

## Chimica
- È il numero atomico del Moscovio (Mc).

## Telefonia
- È il numero telefonico del servizio nazionale di pronto intervento del Corpo nazionale dei vigili del fuoco in Italia.